# Kościół katolicki w Australii

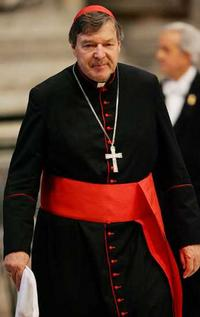
Kardynał George Pell (1941–2023), uczestnik konklawe w 2005 i 2013

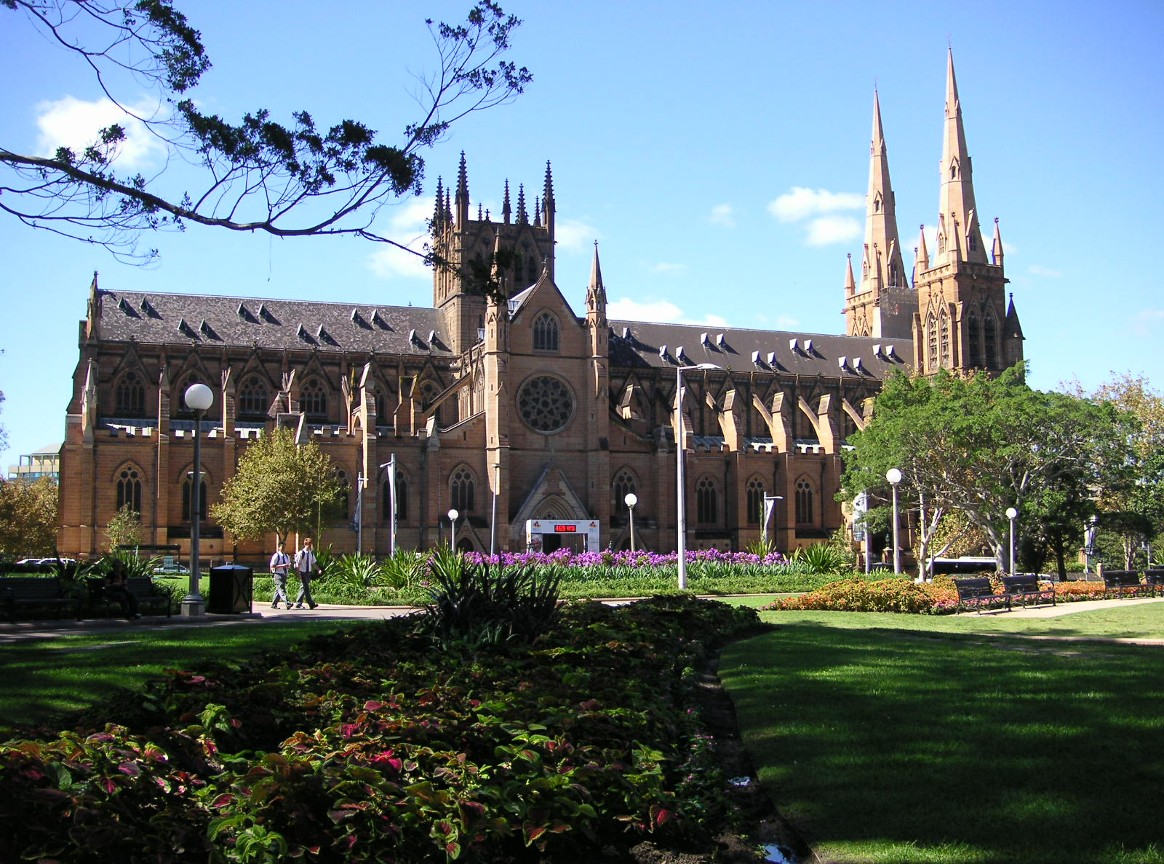
Archikatedra Najświętszej Maryi Panny w Sydney

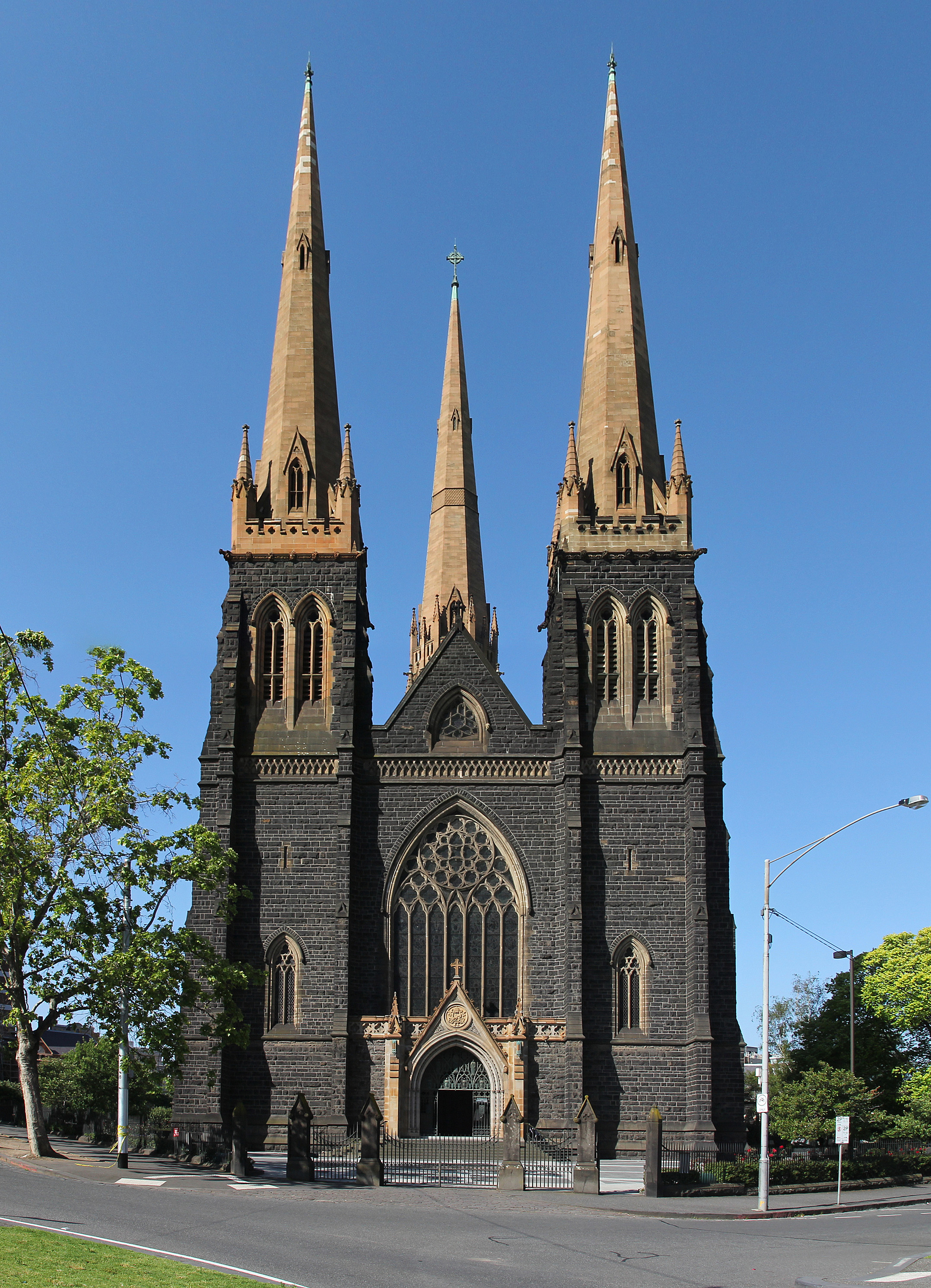
Archikatedra św. Patryka w Melbourne

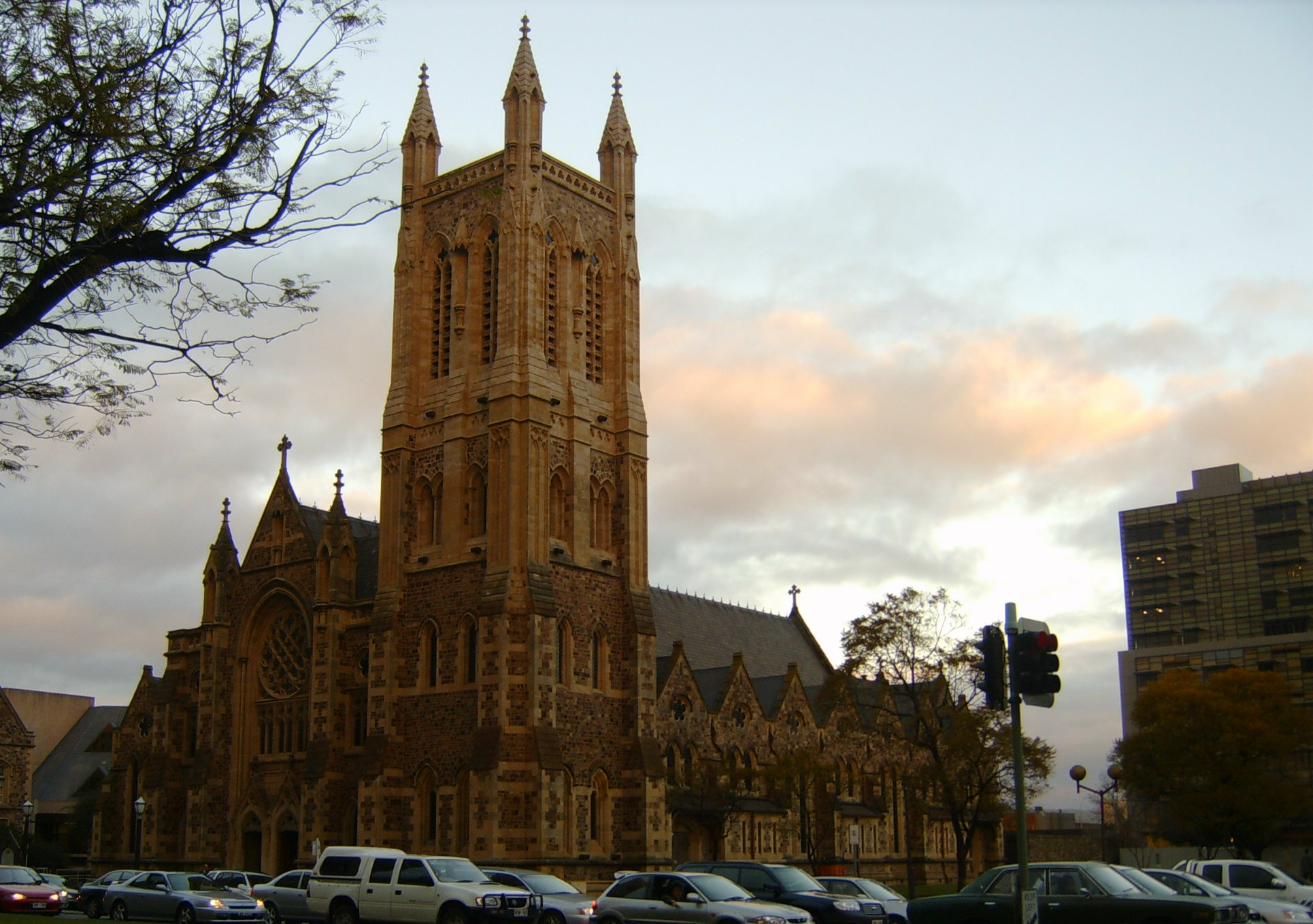
Archikatedra św. Franciszka Ksawerego w Adelaide

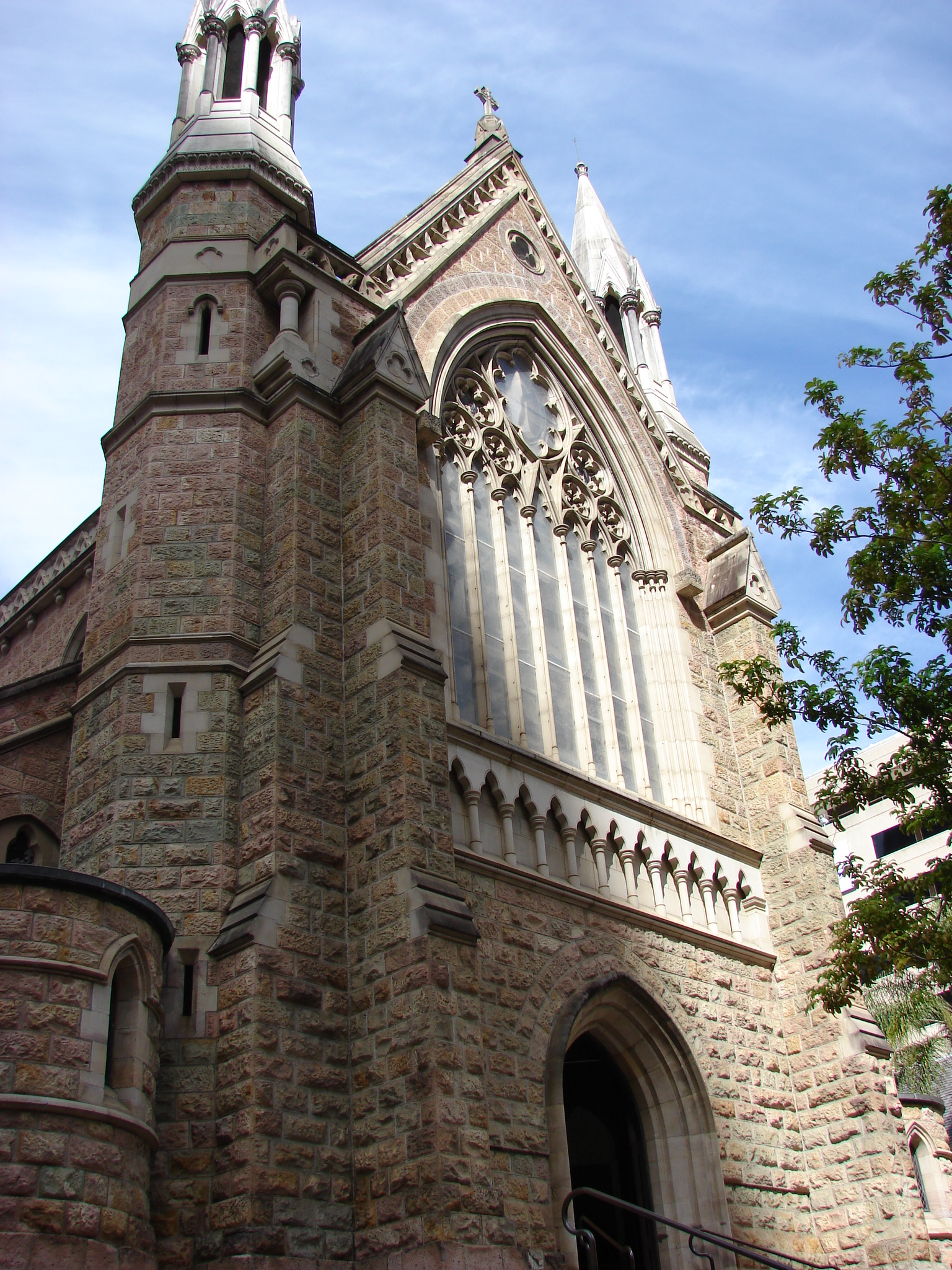
Archikatedra św. Szczepana w Brisbane

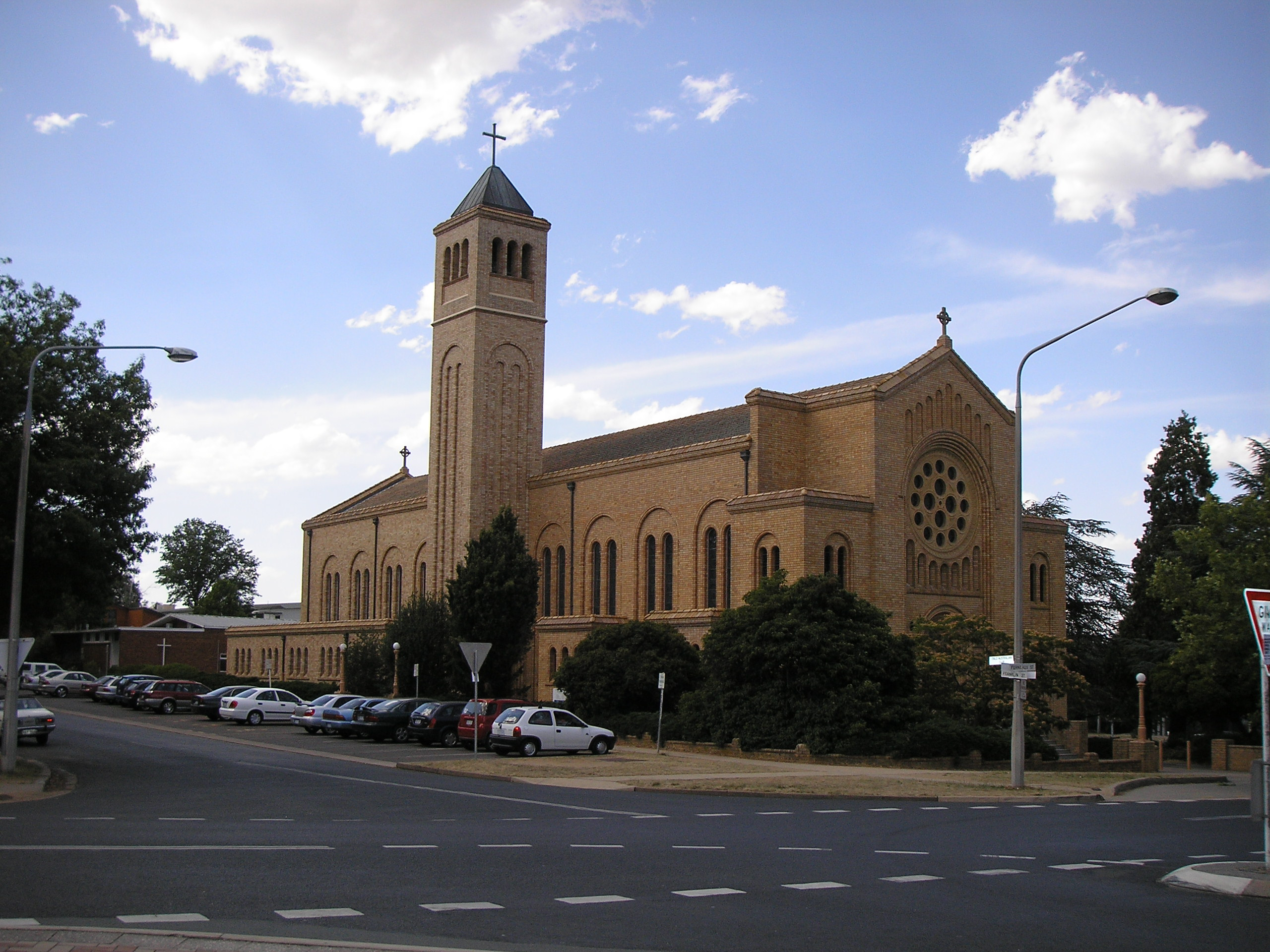
Archikatedra św. Krzysztofa w Canberze

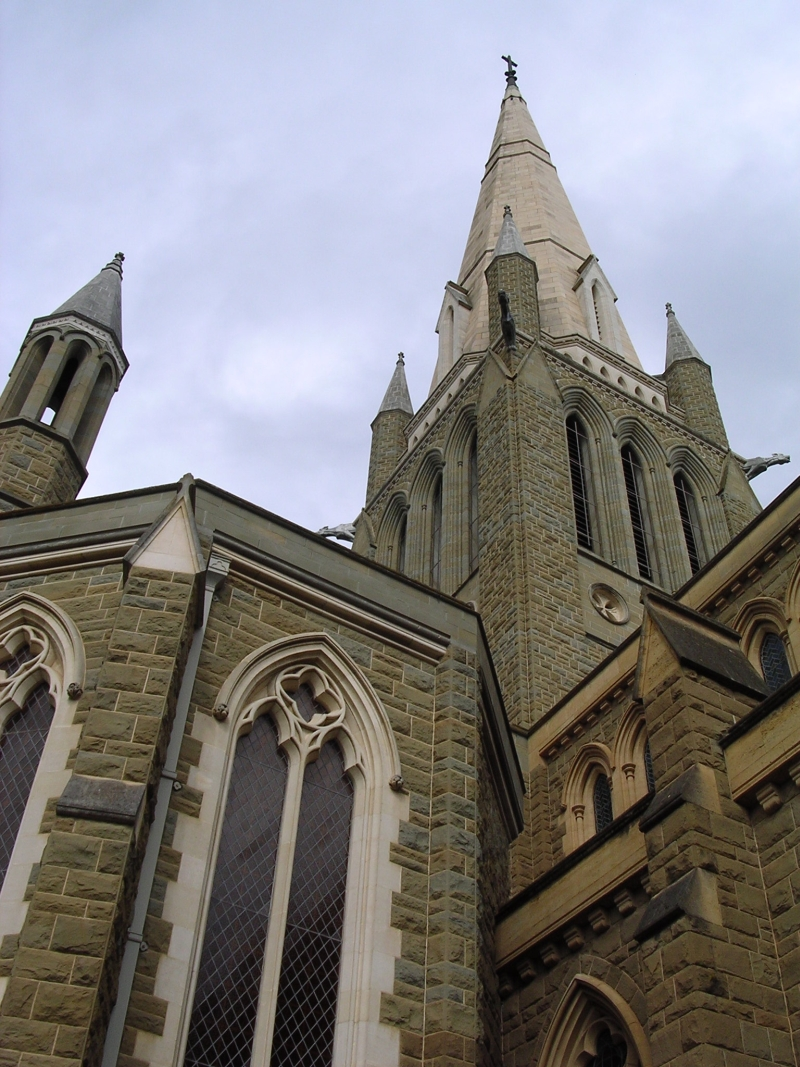
Katedra Świętego Serca w Bendigo (diecezja Sandhurst)

Kościół katolicki w Australii – część powszechnego Kościoła katolickiego i zarazem największy pod względem liczby wiernych spośród wszystkich związków wyznaniowych obecnych w tym kraju. Podczas ostatniego spisu powszechnego, przeprowadzonego w 2006 roku, przynależność do niego zadeklarowało 5 126 882 osoby, czyli 25,8% mieszkańców Australii.

## Historia
W przeciwieństwie do większości krajów chrześcijańskich, w Australii Kościół katolicki pojawił się nieco później niż wyznania protestanckie (z których zdecydowanie najsilniejszym jest w Australii anglikanizm). Został tam przywieziony na przełomie XVIII i XIX wieku, przede wszystkim przez Irlandczyków, trafiających do ówczesnych kolonii brytyjskich na Antypodach zarówno w charakterze skazańców, jak i wolnych osadników.
Przez cały XIX i pierwszą połowę XX wieku był postrzegany jako religia klas niższych, gdy tymczasem społeczne elity stanowili angielscy i szkoccy protestanci. Jednocześnie jednak niektórzy jego hierarchowie wyrastali na ważne autorytety społeczne (w tej roli wsławił się zwłaszcza Daniel Mannix, arcybiskup Melbourne i nieformalny przywódca ruchu antykonskrypcyjnego w czasie I wojny światowej).
Pozycja Kościoła zaczęła bardzo szybko wzmacniać się po II wojnie światowej, kiedy Australia otworzyła się na imigrację z katolickich państw europejskich, takich jak Włochy czy ówczesna Jugosławia (skąd emigrowali w znacznej mierze Chorwaci). Później dołączyli do nich także przedstawiciele schrystianizowanych przez kolonizatorów narodów Azji. W 1986 po raz pierwszy statystycy odnotowali, iż do katolicyzmu przyznaje się więcej Australijczyków niż do jakiejkolwiek innej religii.

## Organizacja
Katolickie duchowieństwo liczy w Australii ok. 12 tysięcy osób, z czego ok. 3 tysięcy stanowią kapłani diecezjalni, a ok. 9 tysięcy członkowie zakonów obu płci. Australijski Kościół zorganizowany jest w pięciu metropoliach, liczących łącznie 30 diecezji. Dwie diecezje podporządkowane są bezpośrednio Stolicy Apostolskiej, podobnie jak ordynariat polowy. Bezpośrednio papieżowi podlegają także australijskie diecezje maronicka, chaldejska i melchicka oraz bizantyjsko-ukraińska. 
Australijscy katolicy (w przeciwieństwie do anglikanów) nie posiadają swojego prymasa, natomiast raz na dwa lata biskupi wybierają spośród siebie przewodniczącego Konferencji Episkopatu Australii. Szczególną rolę odgrywali też pochodzący z Australii kardynałowie. Obecnie nie ma żadnego kardynała z Australii, natomiast papież Franciszek mianował nim posługującego w tym kraju Ukraińca Mykołę Byczoka CSsR, biskupa eparchii świętych Piotra i Pawła w Melbourne (Ukraiński Kościół Greckokatolicki).

## Lista metropolii i diecezji rzymskokatolickich

### Metropolia Adelaide
- Archidiecezja Adelaide,
- Diecezja Darwin,
- Diecezja Port Pirie

### Metropolia Brisbane
- Archidiecezja Brisbane,
- Diecezja Cairns,
- Diecezja Rockhampton,
- Diecezja Toowoomba,
- Diecezja Townsville.

### Metropolia Melbourne
- Archidiecezja Melbourne,
- Diecezja Ballarat,
- Diecezja Sale,
- Diecezja Sandhurst.

### Metropolia Perth
- Archidiecezja Perth,
- Diecezja Broome,
- Diecezja Bunbury,
- Diecezja Geraldton.

### Metropolia Sydney
- Archidiecezja Sydney,
- Diecezja Armidale,
- Diecezja Bathurst,
- Diecezja Broken Bay,
- Diecezja Lismore,
- Diecezja Maitland-Newcastle,
- Diecezja Parramatta,
- Diecezja Wagga Wagga,
- Diecezja Wilcannia-Forbes,
- Diecezja Wollongong.

### Bezpośrednio podległe Stolicy Apostolskiej
- Archidiecezja Hobart
- Archidiecezja Canberry-Goulburn
- Ordynariat Polowy Australii
- Ordynariat Personalny Matki Bożej Krzyża Południa

## Eparchieobrządków wschodnich
- Eparchia śś. Piotra i Pawła w Melbourne (obrządek bizantyjsko-ukraiński)
- Eparchia św. Marona w Sydney (Kościół maronicki)
- Eparchia św. Tomasza Apostoła w Sydney (Kościół chaldejski)
- Eparchia św. Michała w Sydney (Kościół melchicki)
- Eparchia św. Tomasza Apostoła w Melbourne (Kościół syromalabarski)